# Dillianne van den Boogaard
Dillianne van den Boogaard (* 9. August 1974 in Veghel) ist eine ehemalige niederländische Hockeyspielerin. Sie gewann mit der niederländischen Nationalmannschaft die olympische Bronzemedaille 1996 und 2000, 1998 war sie Weltmeisterschaftszweite und 1995 sowie 1999 Europameisterin.

## Sportliche Karriere
Die 1,78 m große Dillianne van den Boogaard wirkte von 1994 bis 2002 in 176 Länderspielen mit. Die Verteidigerin war auch Strafeckenspezialistin, sie erzielte 68 Länderspieltore.
Ihr erster großer internationaler Erfolg war die Europameisterschaft 1995 in Amstelveen. Die Niederländerinnen gewannen ihre Vorrundengruppe und bezwangen im Halbfinale die deutsche Mannschaft mit 2:1. Im Finale besiegten sie die Spanierinnen im Siebenmeterschießen. 1996 beim olympischen Hockeyturnier in Atlanta belegten die Niederländerinnen nach der Vorrunde den vierten Platz hinter den punktgleichen Britinnen. Im Spiel um Bronze zwischen diesen beiden Mannschaften siegten die Niederländerinnen im Siebenmeterschießen, wobei van den Boogaard als einzige niederländische Spielerin nicht traf.
1998 fand die Weltmeisterschaft in Utrecht statt. Die Niederländerinnen belegten in der Vorrunde dank des besseren Torverhältnisses den ersten Platz vor den Argentinierinnen. Nach einem 6:1-Halbfinalsieg über die deutschen Damen trafen die Niederländerinnen im Finale auf die australische Mannschaft. Die Australierinnen gewannen mit 3:2. Im Jahr darauf war Köln Austragungsort der Europameisterschaft 1999. Die Niederländerinnen gewannen ihre Vorrundengruppe und bezwangen im Halbfinale das englische Team nach Verlängerung. Im Finale siegten die Niederländerinnen mit 2:1 gegen die Deutschen. Bei den Olympischen Spielen 2000 in Sydney belegten die Niederlande in der Vorrunde den dritten Platz und erreichten damit die Hauptrunde. Mit einem Sieg und zwei Niederlagen platzierten sich die Niederländerinnen in der Hauptrunde auf dem vierten Platz und spielten gegen die spanische Mannschaft um Bronze. Dieses Spiel gewannen sie mit 2:0.
Dillianne van den Boogaard spielte im Verein bei HC ’s-Hertogenbosch und beim Amsterdamsche Hockey & Bandy Club. Sie hat ein abgeschlossenes Jurastudium und arbeitete bei einer Wohnungsbaugesellschaft in Amsterdam.